# Kathleen Corbet
Kathleen Corbet (née en 1960) est une femme d'affaires américaine. Elle est l'ancienne Chief executive officer de Standard & Poor's de 19 avril 2004 au 30 août 2007. 
Elle a fait ses études supérieures au Boston College et siège au conseil d'administration de ce collège.